# Curtis Slater
Curtis James Slater (Okinawa, 13 dicembre 1989) è un giocatore di football americano statunitense nato in Giappone che gioca come defensive back per gli Hamburg Sea Devils.

## Palmarès
- 1 Mondiale (2015)
- 3 Vaahteramalja (2016, 2017, 2018)